# Halikarnasszoszi mauzóleum

Rembrandt: Artemisia, Prado, Madrid, Spanyolország
A kép Artemisziát, Halikarnasszosz királynőjét ábrázolja, mielőtt fenékig ürítené a halott férje, Mauszólosz hamvait tartalmazó kupát

A halikarnasszoszi mauzóleum (görögül: Μαυσωλεῖον τῆς Ἁλικαρνασσοῦ) egy i. e. 353 és i. e. 350 között épült síremlék, amely Mauszólosz perzsa királyi helytartó (satrapa) és felesége számára épült a kis-ázsiai Halikarnasszoszban (ma Bodrum, Törökország). Szatürosz és Pütheosz görög építészek tervezték. Maga Pütheosz faragta ki az épület tetején található négyesfogatot márványból. A díszítő szobrok elkészítését az ókor híres szobrászai, Szkopasz, Brüaxisz, Timotheosz és Leókharész vállalták. Az ókori világ hét csodájának egyike. Minden nagy síremlék elnevezése Mauzolosz nevére vezethető vissza (mauzóleum).

## Története

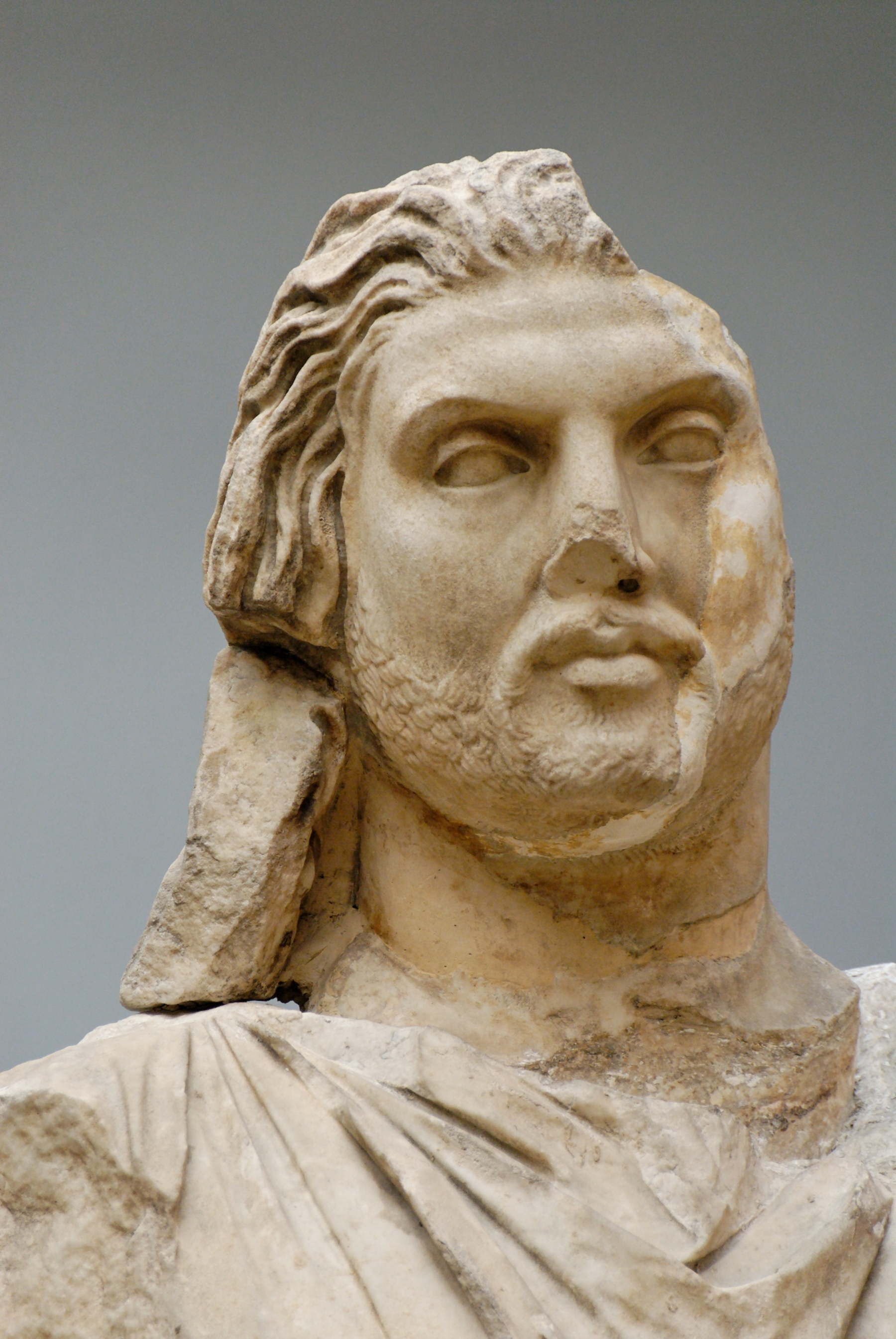
Mauszólosz

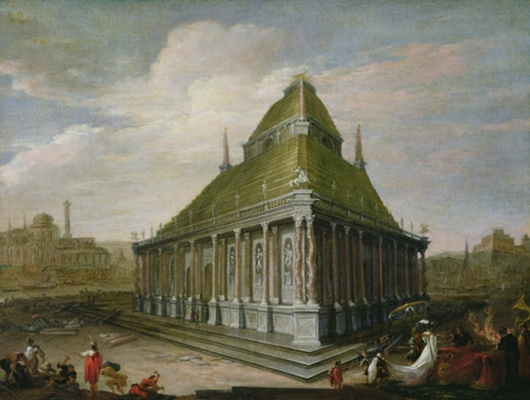
Schubert van Ehrenberg elképzelése a 17. századból

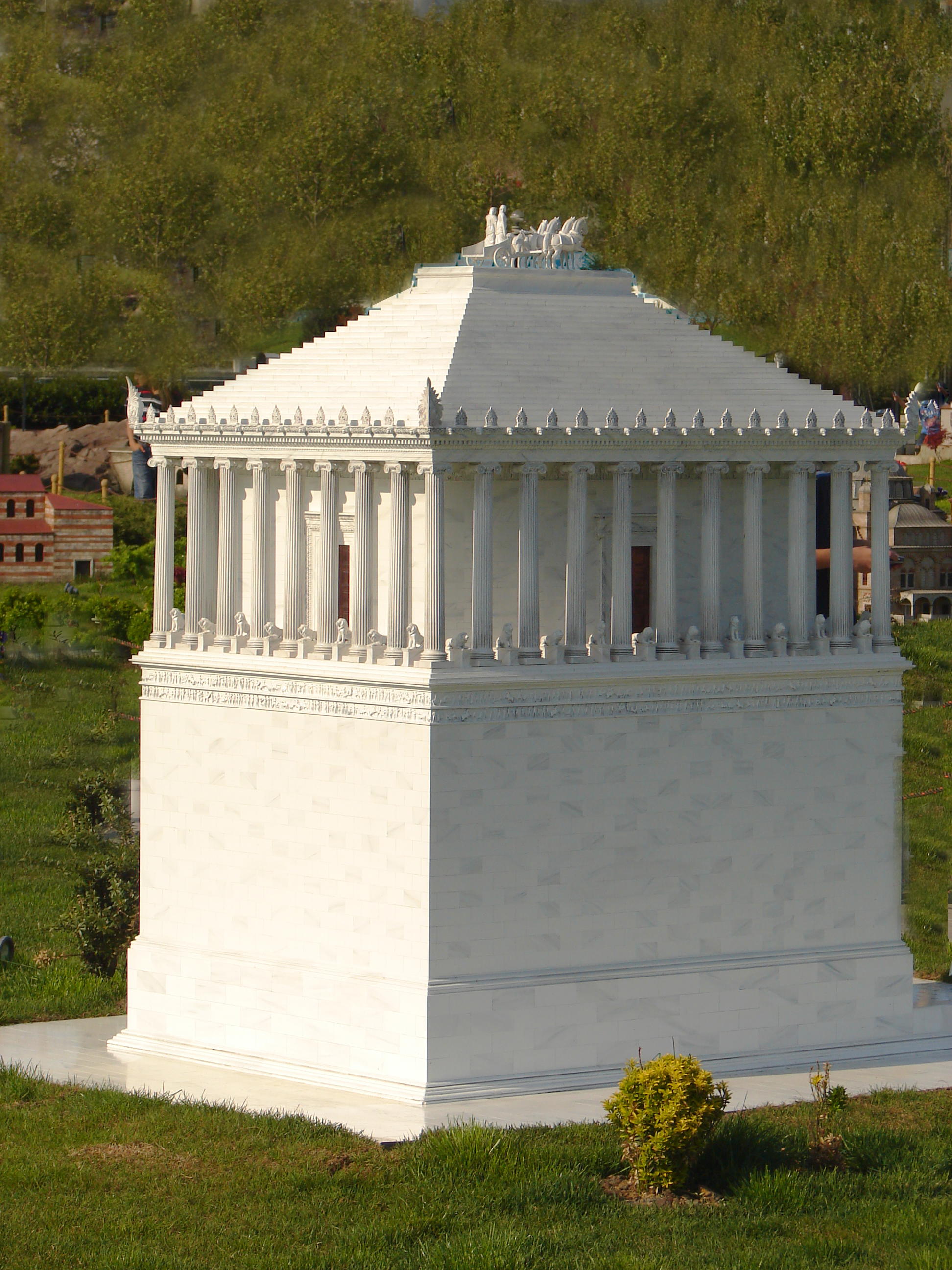
A mauzóleum elképzelt modellje a Miniatürkben

Mauszólosz Kária uralkodója volt, Kária pedig i. e. 377–353-ig a Perzsa Birodalom részét képezte. A tartomány fővárosa Halikarnasszosz volt. Mauszólosz apját követte a trónon, mint a perzsa király tartományi kormányzója, de uralkodása megkezdése után hamarosan független király lett. Testvérét, Artemisziát vette feleségül, és elhatározta, hogy síremléket készíttet maga és felesége számára.
Az építés megkezdése után a király meghalt (i. e. 353–350 között), a munkálatok Artemiszia irányítása alatt folytak. Az építkezés befejezését ő sem érte meg, hamvai aranyurnában férjével együtt a sírkamrába kerültek, amelyet kőoroszlánok őriztek (ezek egyike ma is megtalálható a British Múzeumban). A mauzóleumról idősebb Plinius adott részletes leírást, amely azonban nem alkalmas a pontos rekonstrukcióra.
1856–59-ben az angol kormány kiásatta a híres épület maradványait. A felszínre került részletek és Plinius leírása alapján Pullan műépítész restaurálta az épületet.

## Az épület
Hírnevét főként méreteinek és szobrainak köszönhette.
A 45 m magas, pódiumon (platformon) álló sírépület görög templomra hasonlított. Piramisszerű tetőzetét 36 ión oszlop vette körül, tíz-tíz oszlop oldalanként (a sarkokban megosztozva egy-egy oszlopon). Az oszlopok – melyek között szobrok álltak –, egy szilárd cellaszerű blokkot képeztek, amely viselte a hatalmas tető tömegét. Csúcsán márványból faragott négyesfogatban Mauszólosz és Artemiszia foglalt helyet.
A sír egy dombon épült, kilátással a városra. Az egész építmény zárt udvarban, az udvar közepén álló, kőből készült platformon állt. Az épülethez vezető lépcsősort kőoroszlánok fogták közre, és a külső falakat mintegy 300, isteneket és istennőket, oroszlánokat és legendás szörnyeket ábrázoló, életnagyságú vagy annál nagyobb szobor díszítette. Minden sarokban márványból faragott lovasharcosok őrizték a sírt. A platform felső szakaszán három frízt faragtak ki:
- a kentaurok és lapidák csatája,
- az amazonok görögök elleni küzdelme és
- az amazonok kocsiversenye.

Ezeknek a domborműveknek a töredékeit az ásatások tárták fel, és ma a londoni British Museumban láthatók.

## Pusztulása
Az épület 16 századon át állt. Sértetlen maradt, amikor Nagy Sándor bevette a várost i. e. 334-ben, és az i. e. I. század közepén rendszeres kalóztámadások során is. Később azonban földrengések sorozata romba döntötte. A 15. századra már csak a talapzata maradt felismerhető, és amikor johannita lovagok vették be a várost, akkor a bodrumi erőd (Szent Péter vár) megépítésekor, ill. későbbi megerősítések során a mauzóleum romjainak köveit is felhasználták, – a század végére szinte teljesen. A romok maradványait 1852-ben a British Museum archeológusa (Charles Thomas Newton) kezdte el újra felkutatni és összegyűjteni, az erődbe beépített részek nyomán.

## Galéria
Szobrok és frízek a British Museum gyűjteményében:

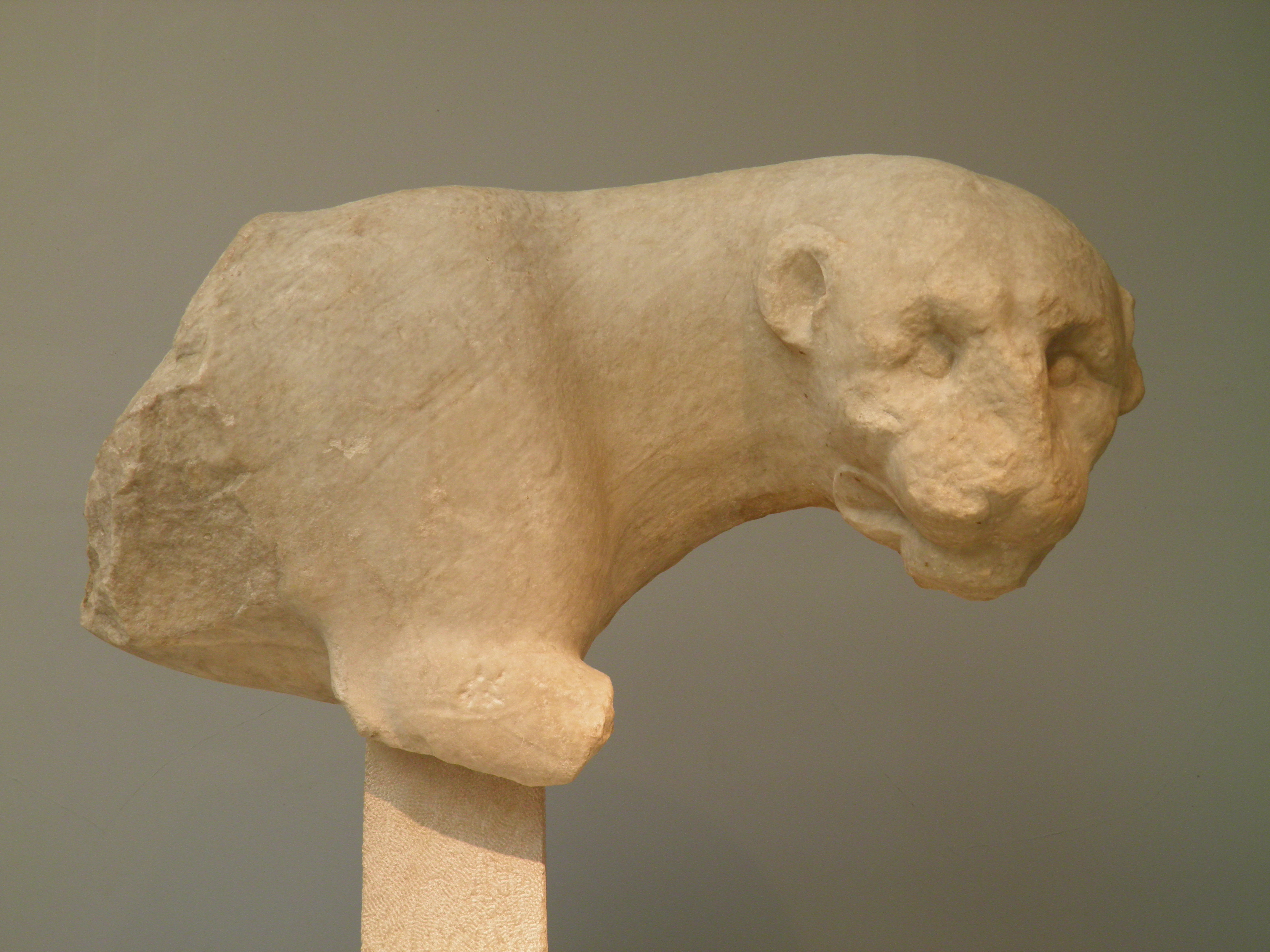
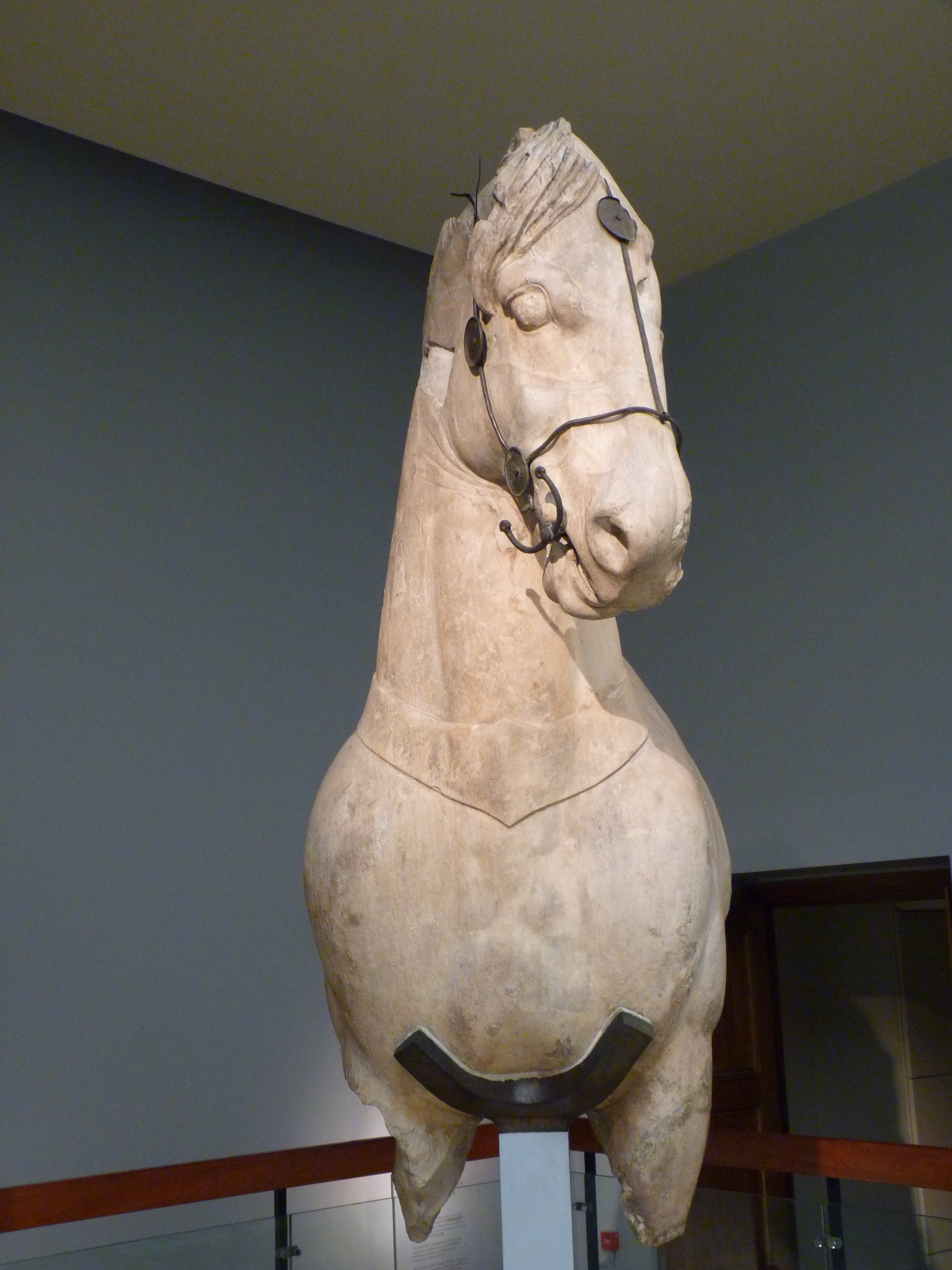
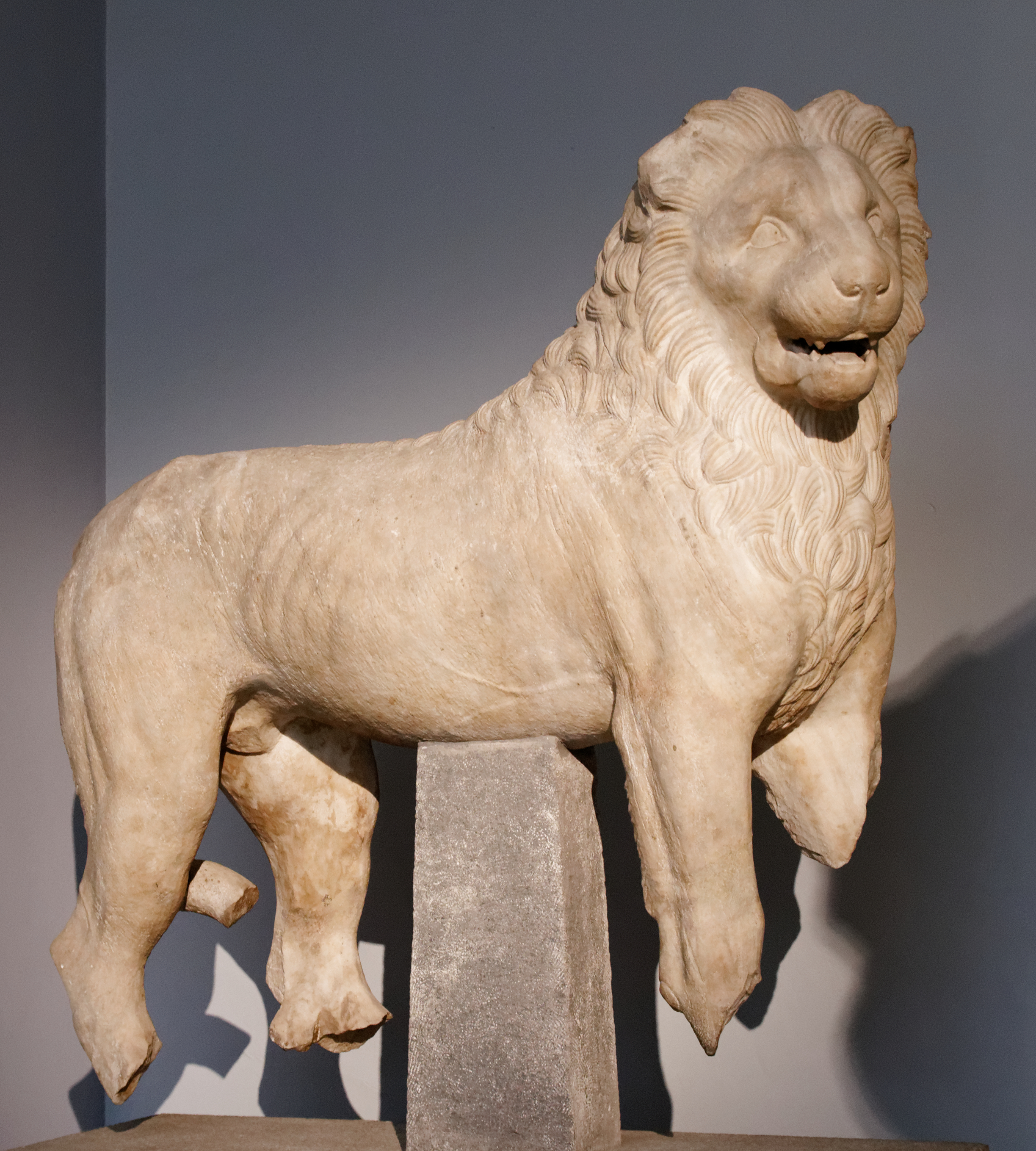
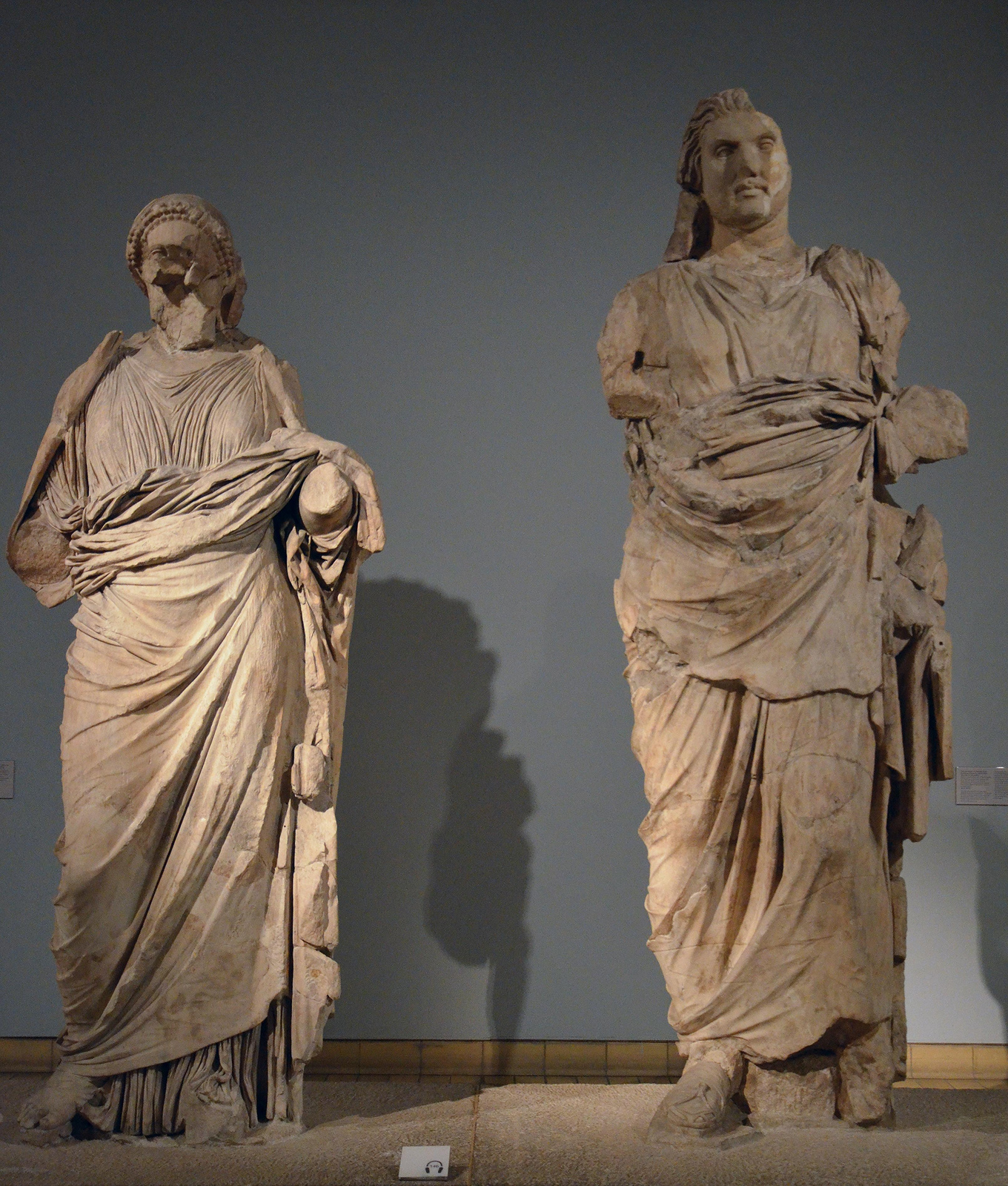
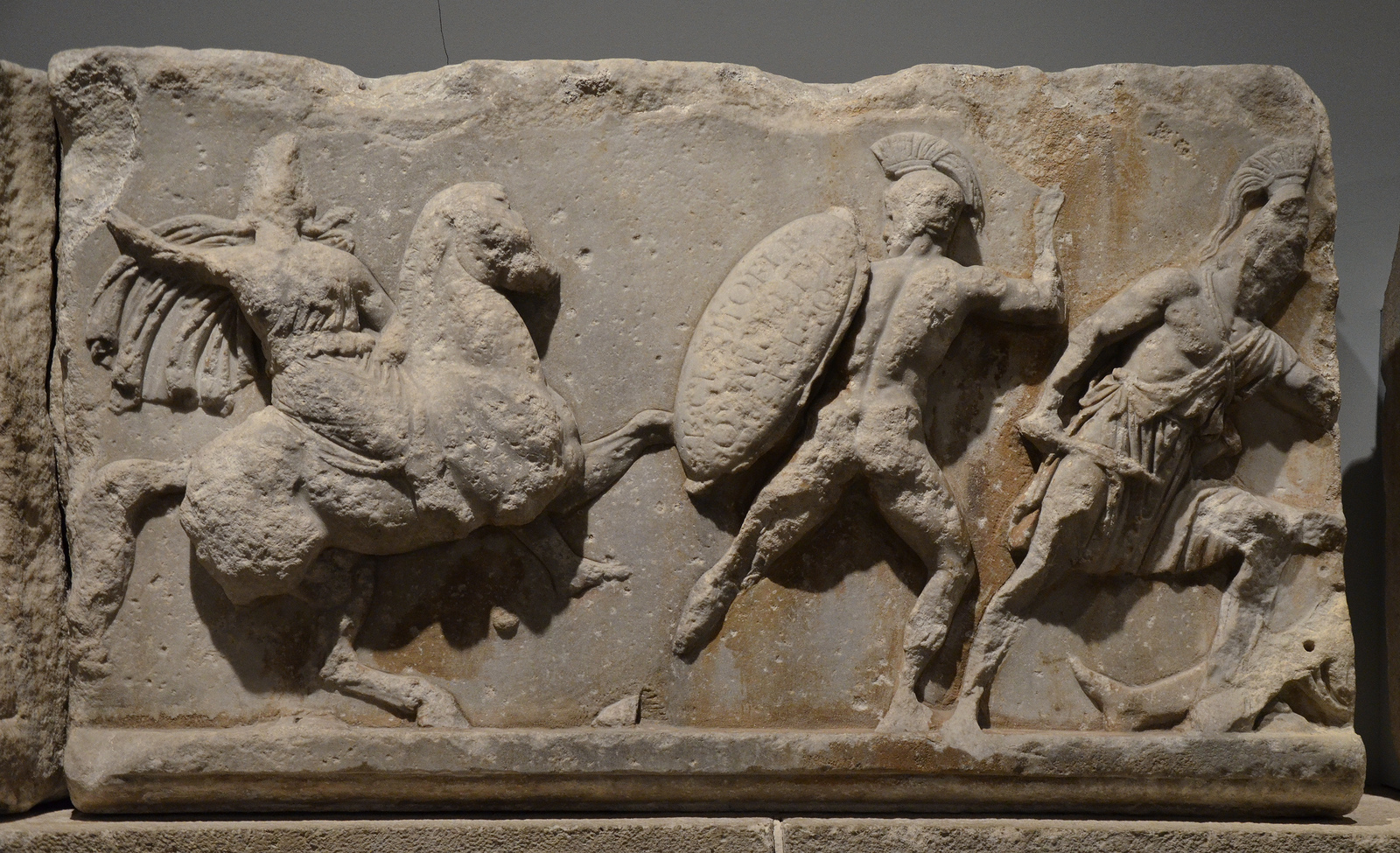
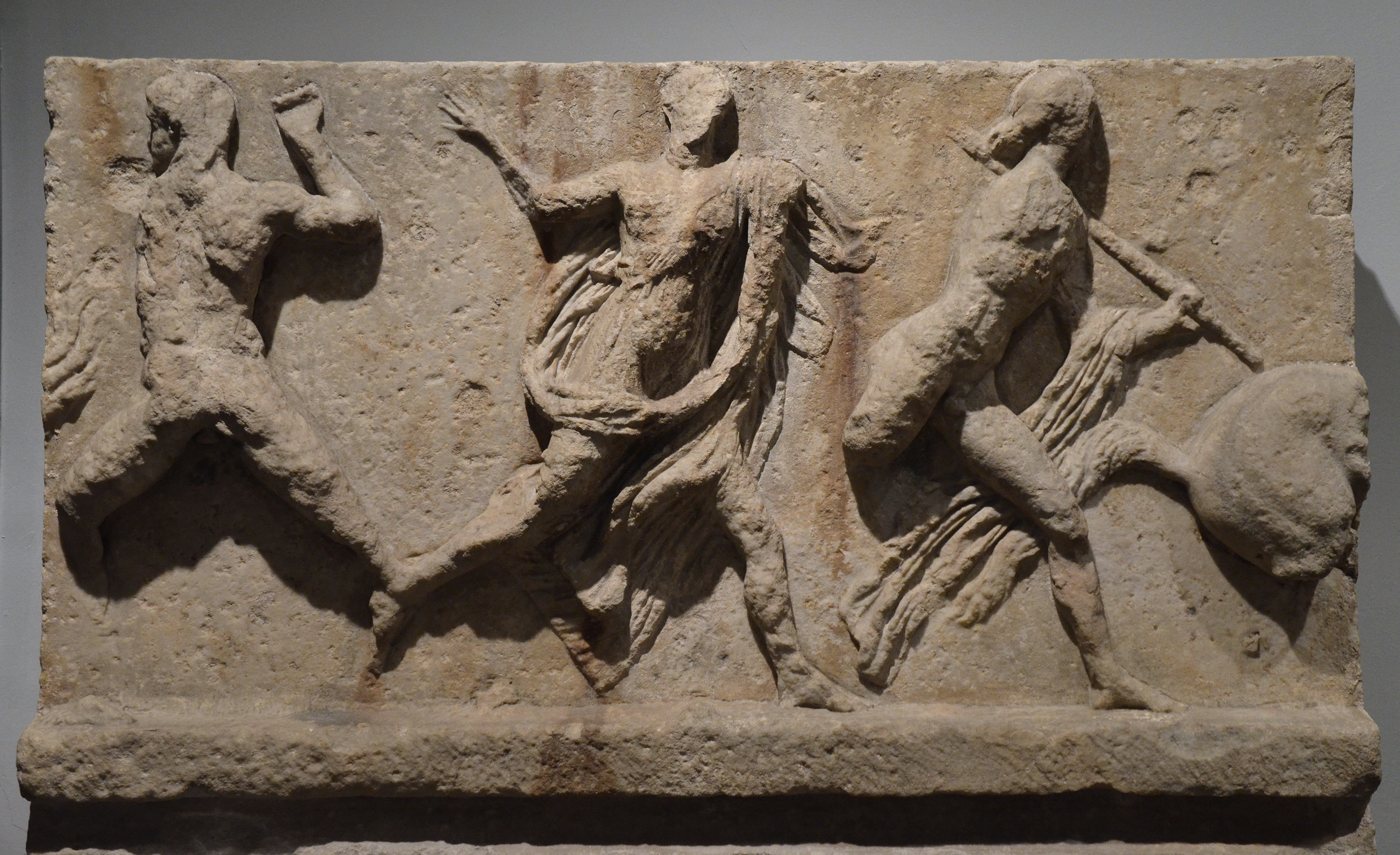
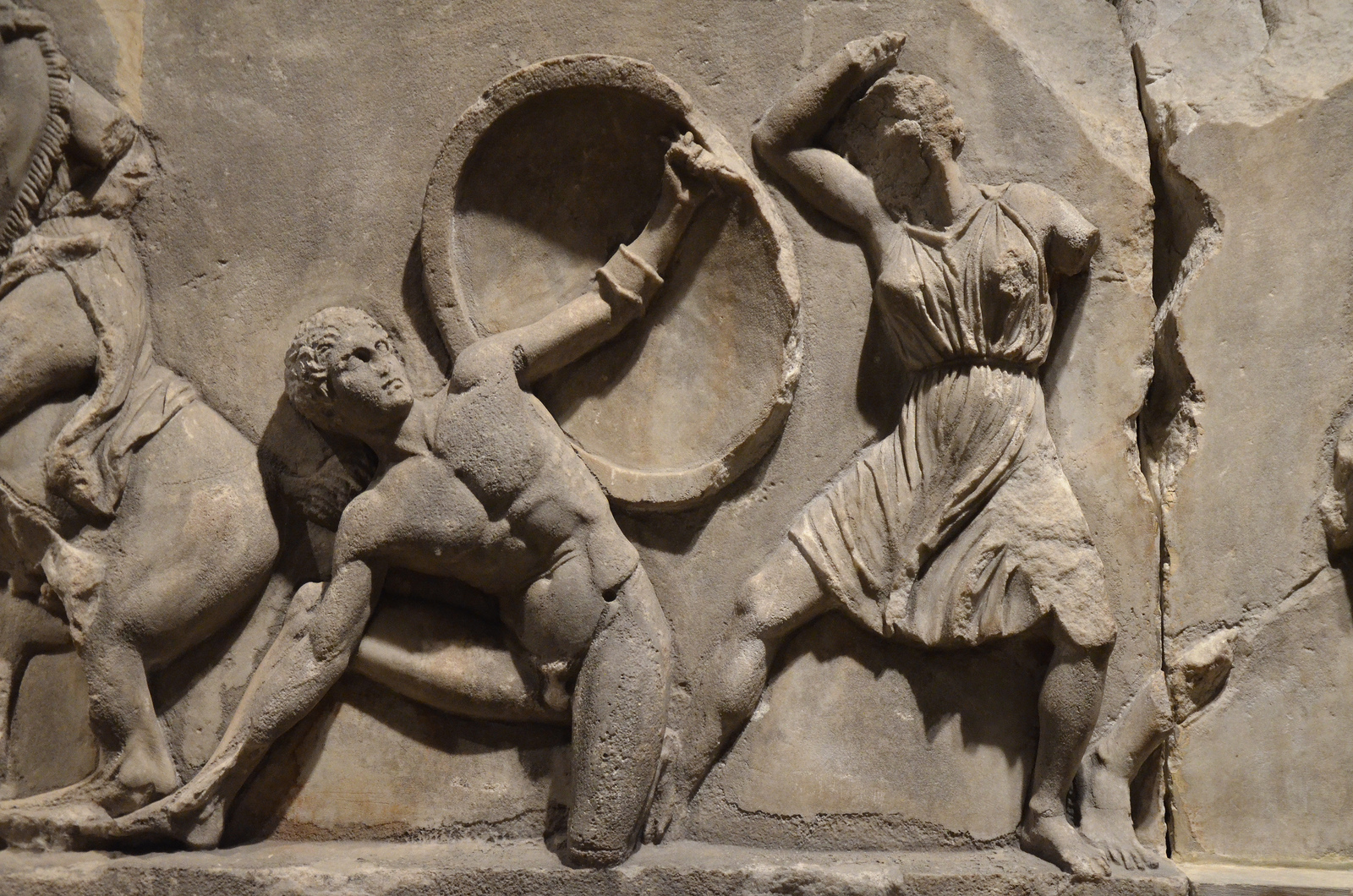